# Fehmi Agani
Fehmi Agani, född 23 januari 1932 i Gjakova, död 6 maj 1999 Pristina, var en kosovansk politiker och akademiker.

## Biografi
Fehmi Agani avlade examen 1959 vid fakulteten för konst vid universitetet i Belgrad och studerade vidare i statsvetenskap vid samma universitet, där han 1965 tog en masterexamen. Han tog doktorsexamen 1973 vid universitetet i Pristina.
Han var 1967–1970 ordförande för Albanologiska institutetet och 1978–1980 dekanus vid universitetet i Pristina. Han var även ledamot av Kosovos akademi för vetenskap och konst.
Han avskedades från sina tjänster i och med belgradregimens systematiska förföljelse av kosovoalbaner. Han var aktiv i det politiska partiet Kosovos demokratiska förbund, (LDK). Han tilldelades en ledarroll för den albanska sidan i förhandlingarna om en fredlig lösning på Kosovokrisen.
Fehmi Agani mördades av serbiska styrkor i maj 1999.

## Utgivningar
- "Demokracia, kombi, vetëvendosja", Peja 1994.
- "Pavarësia: gjasa dhe shpresë", Peja 1999.
- "Vepra, 1-8", Peja 2002.